# Jean-Marie Balestre
Jean-Marie Balestre (ur. 9 kwietnia 1921, zm. 27 marca 2008) – francuski działacz sportowy, były prezydent FIA.
Podczas II wojny światowej był tajnym agentem francuskiego ruchu oporu. Od roku 1978 był przewodniczącym FISA. To on wprowadził do konfliktu FISA-FOCA 6 zespołów nie zrzeszonych w FOCA m.in. Ferrari, Renault, Alfa Romeo. W 1986 roku objął stanowisko prezydenta FIA, w 1991 roku został zastąpiony przez Maxa Mosleya. Wprowadził testy zderzeniowe bolidów Formuły 1.